# Hans Egedes Kirke (Aalborg Kommune)
 For alternative betydninger, se Hans Egedes Kirke. (Se også artikler, som begynder med Hans Egedes Kirke)
Hans Egedes Kirke blev indviet i 1973. Den er beliggende på Grønlandstorv i Grønlandskvarteret i Aalborg.

## Eksterne kilder og henvisninger
- Hans Egede Kirke hos KortTilKirken.dk